# メルボルン市電E形電車
E形はオーストラリア・メルボルンの路面電車であるメルボルン市電に在籍する電車の1形式。バリアフリーに適した大型超低床電車で、2013年から営業運転に投入されている。

## 概要
2009年、ビクトリア州政府は州都・メルボルンの路面電車（メルボルン市電）の利用客増加および障害者差別禁止法（Disability Discrimination Act、DDA）に適したバリアフリーへの対応車両の増強のため、最大10億ドルの予算を用い、新型超低床電車を導入する計画を発表した。翌2010年、ドイツの鉄道車両メーカーであるボンバルディア・トランスポーテーションが50両 + オプション100両およびこれらの車両のメンテナンスに関する契約を交わした。これに基づき生産が開始されたのがE形である。
E形はボンバルディア・トランスポーテーションが世界各国に展開するフレキシティ・スウィフトの1形式で、両運転台の3車体連接編成を組み、全長33.45 mはメルボルン市電の歴代車両で最長である。先頭車体の台車は回転軸を有するが、小径台車を用いる事により床上高さを抑えている他、車内の高低差を段差ではなくスロープで繋いでいる事により車内は100 %低床構造となっている。制御装置にはボンバルディアが展開する「MITRAC」が用いられ、消費電力の抑制が図られている。定員は210人で、1両単位としてはメルボルン市電に在籍する車両で最も多く、車内には車椅子やベビーカーを設置可能なフリースペースが存在する他、利用しやすさを前提としたデザインや色調が採用されている。製造はボンバルディアがメルボルンのサバーブであるダンデノングに所有する工場で実施されており、オーストラリア国内で生産されるメルボルン市電向け車両は1994年のB形電車以来となっている。
E形はバリアフリーに適した構造が高く評価され、2014年にオーストラリアン・グッド・デザイン・アワードを受賞している。

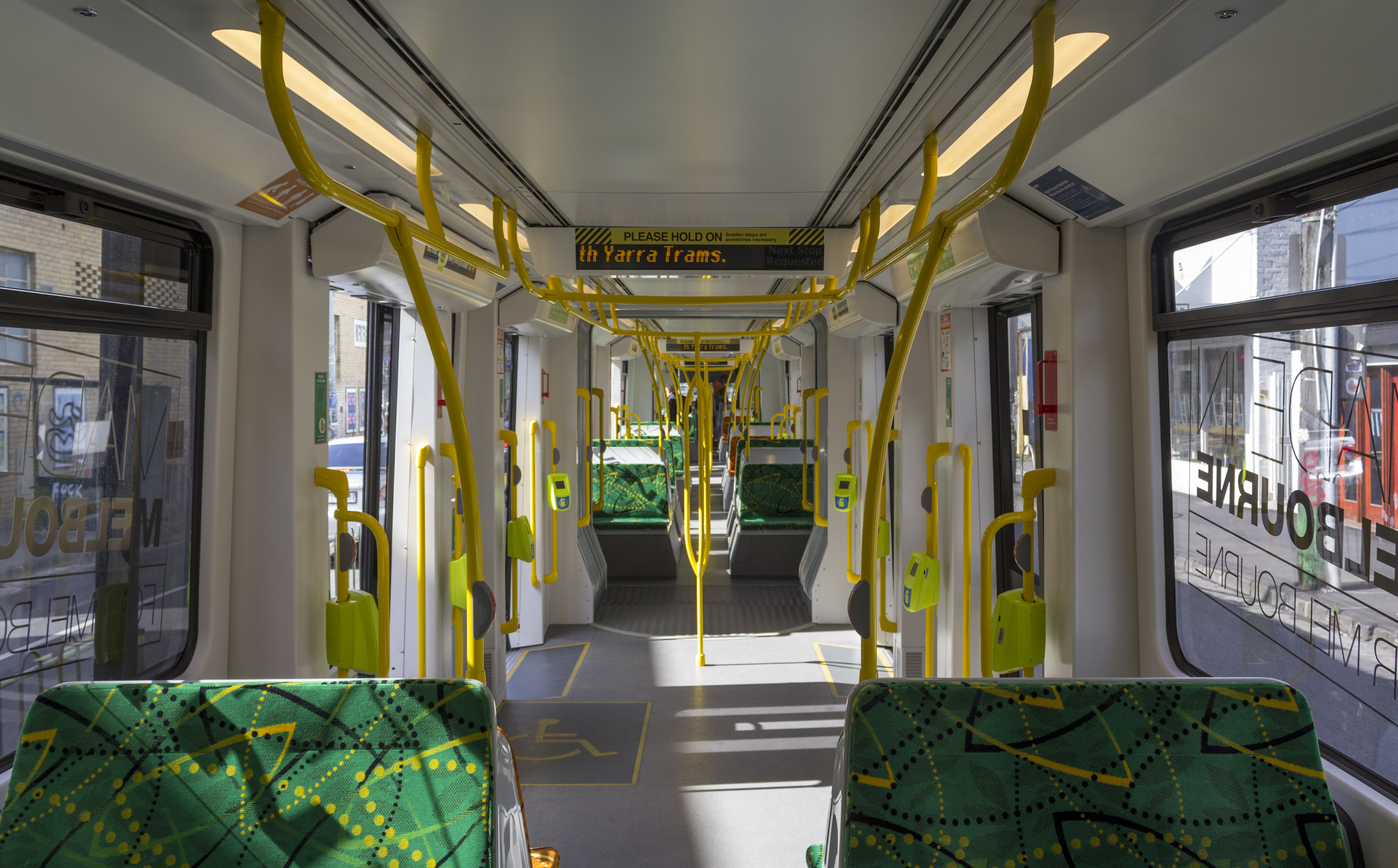
車内
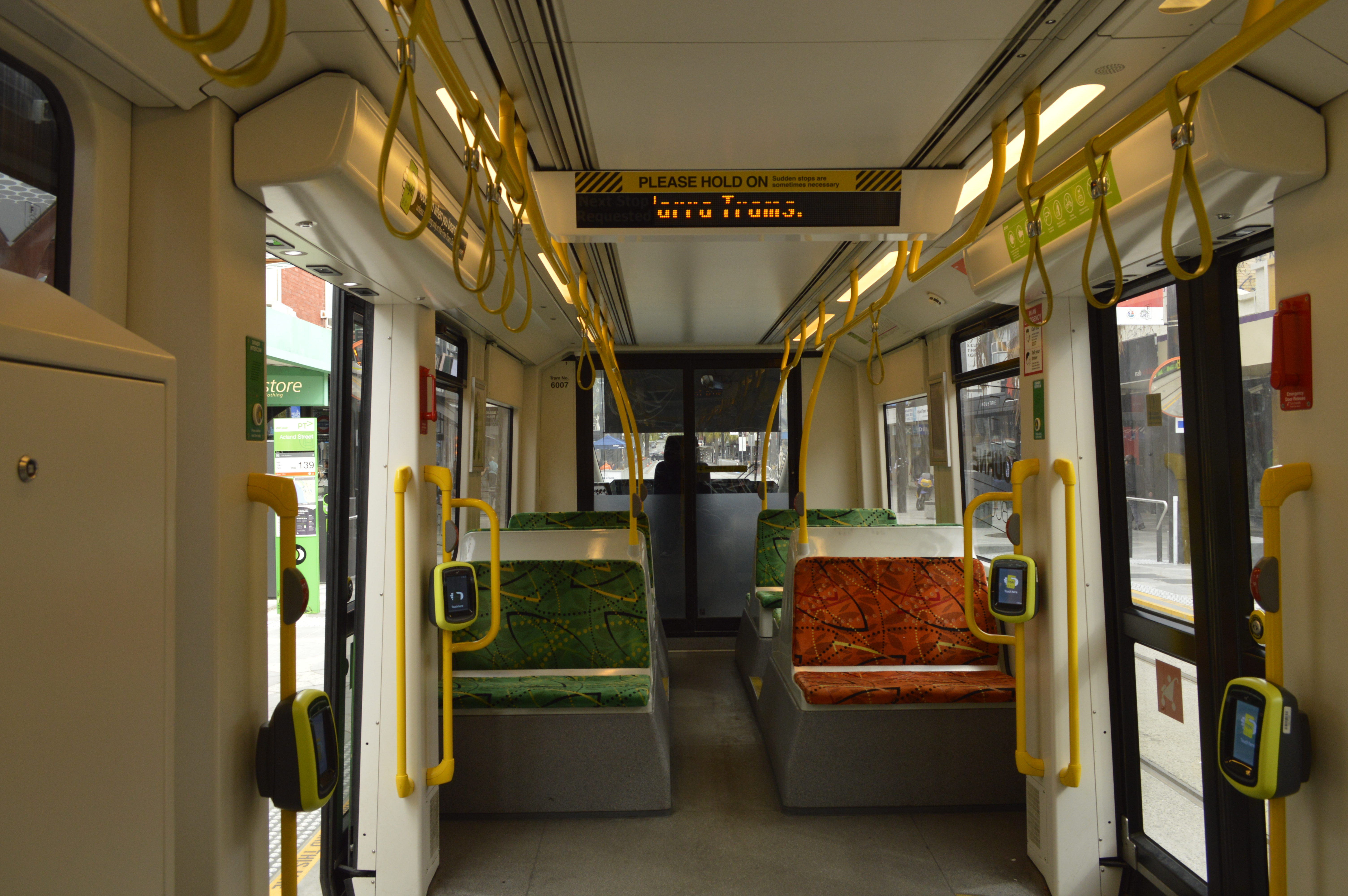
車内（運転台側）
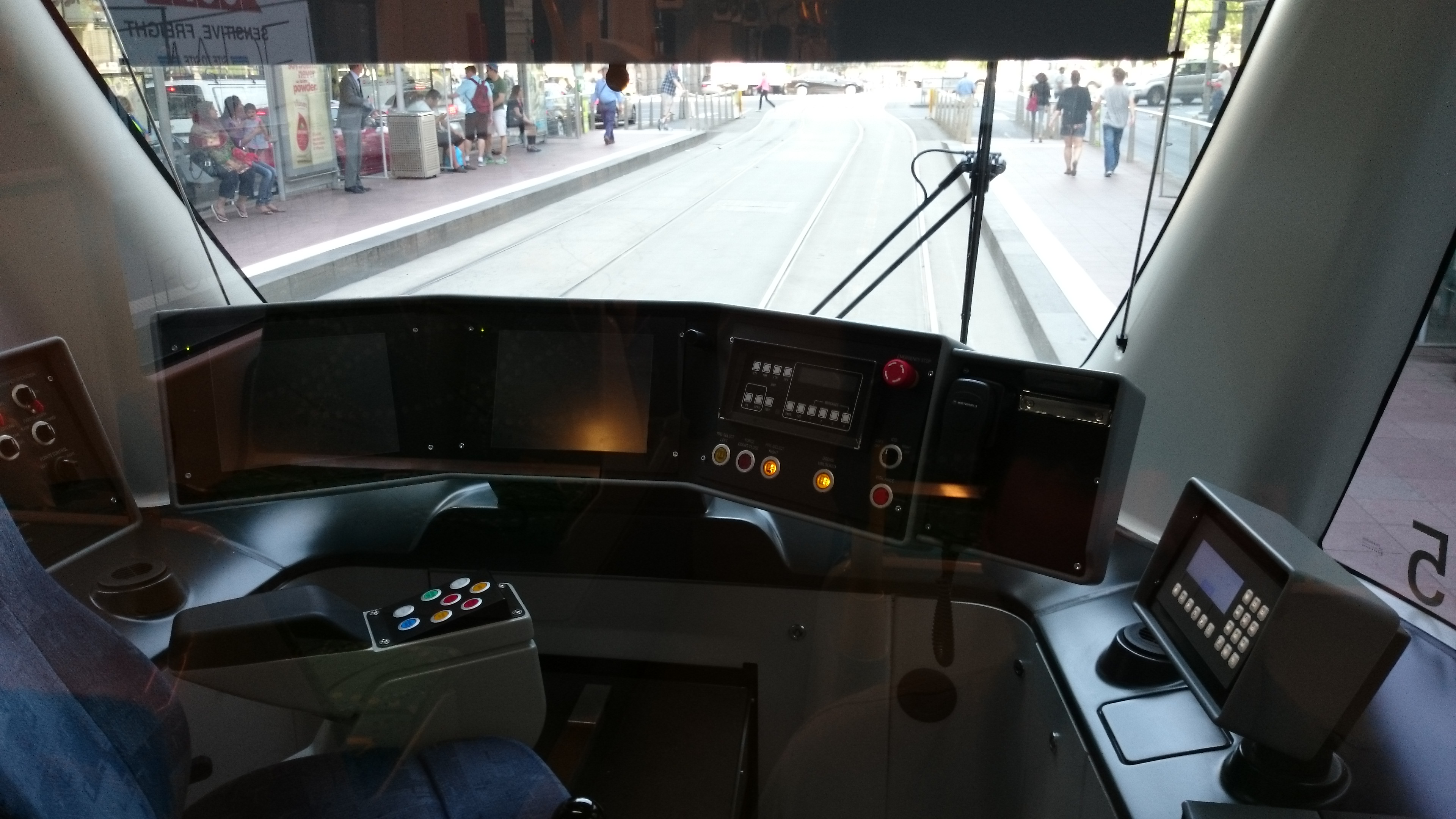
運転台

## 運用
2011年にモックアップや模型が発表・展示された後、翌2012年からE形の生産が開始された。当初の契約内容では2012年12月からメルボルン市電の列車運営を担当するヤラトラムへの納入が開始される予定であったが、要望に基づいた複雑な設計が要因となりスケジュールに遅れが生じ、実際に納入が始まったのは2013年7月となった。試運転を経て営業運転を開始したのは同年11月4日で、以降は2018年までに発注分50両（6001 - 6050）の納入が実施された。
一方、上記の車両に加えてビクトリア州政府は2015年に20両、2017年に10両の追加発注を実施した。これらの車両はメルボルン市電で多く報告された乗客の転倒事故を踏まえ、滑りにくい床材への変更や握り棒の増設、緊急停止ボタンの追加などの安全対策が施されており、「E2形」と呼ばれる事もある。増備車は2017年から営業運転に投入され、2020年の時点で50両（6051 - 6100）の導入が完了しており、E形と共に11号線・86号線・96号線で使用されている。

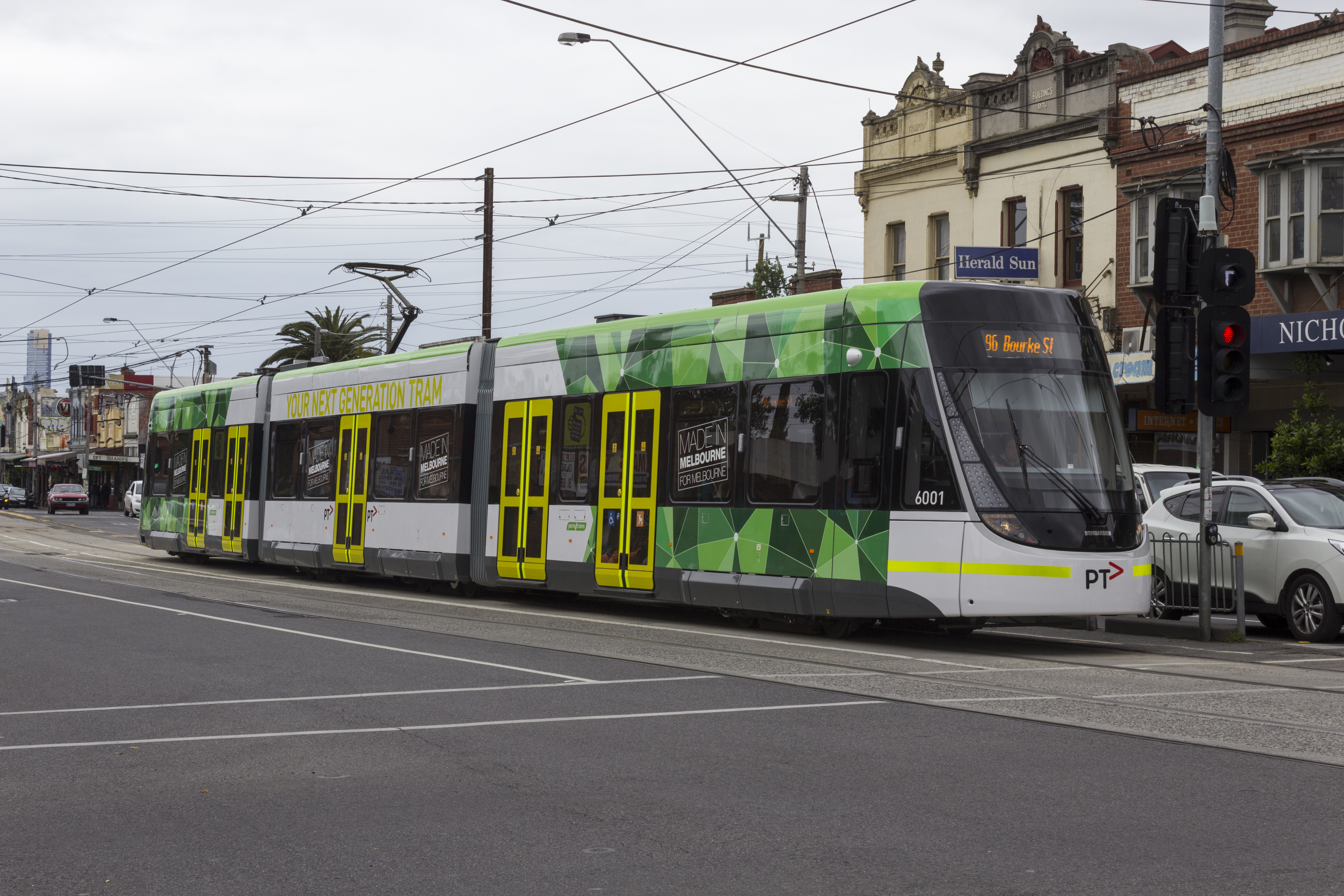
6001（2013年撮影）
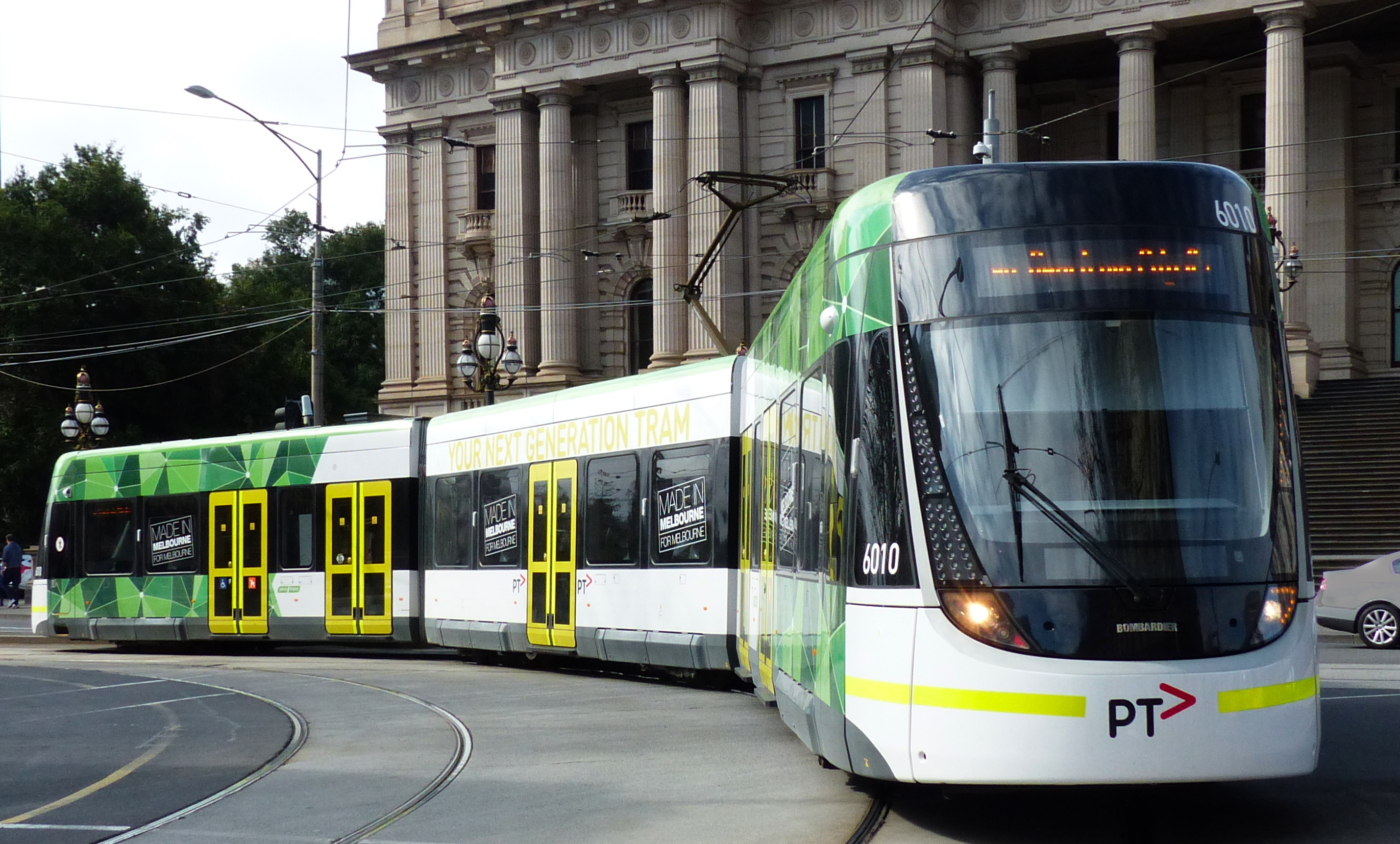
6010（2015年撮影）
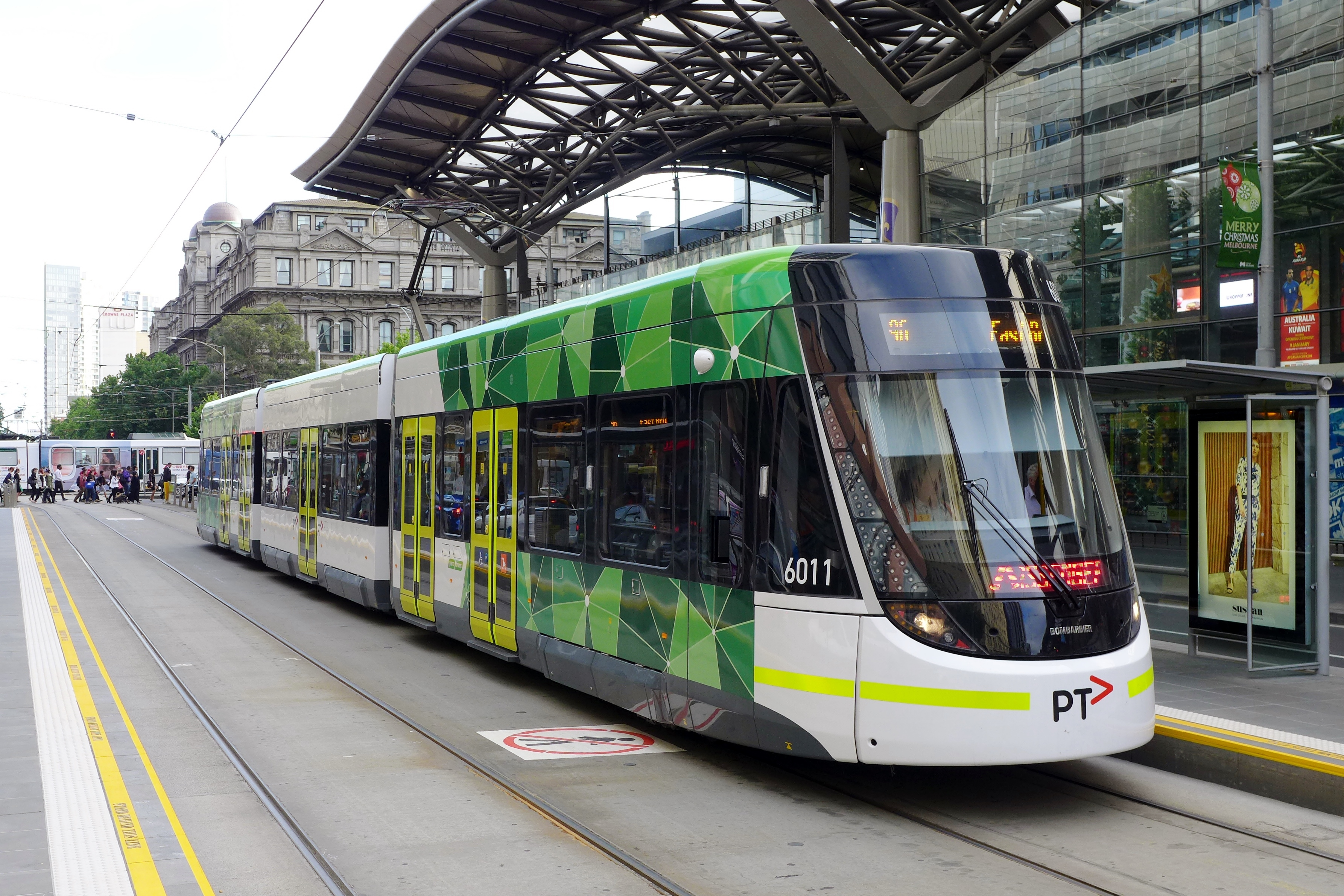
6011（2014年撮影）